# هاري غاوس
هاري غاوس (بالألمانية: Harry Gauss)‏ هو مدرب كرة قدم ولاعب كرة قدم ألماني، ولد في 5 أبريل 1952 في شتوتغارت في ألمانيا، وتوفي في 31 أكتوبر 2009 في لندن في كندا. لعب مع London City Soccer Club ‏.